# Linia kolejowa Gdańsk Wrzeszcz – Stara Piła
Linia kolejowa Gdańsk Wrzeszcz – Stara Piła – linia kolejowa ze stacji Gdańsk Wrzeszcz do stacji Stara Piła.
W latach 2013–2015 odbudowana, na odcinku od Wrzeszcza do Kiełpinka, jako dwutorowa linia nr 248.
W latach 2022–2023 odbudowano odcinek Kokoszki – Stara Piła – Glincz, inwestycja realizowana była przez Pomorską Kolej Metropolitalną oraz PKP PLK – tzw. bajpas kartuski.

## Historia
28 lipca 1909 parlament pruski uchwalił ustawę o wybudowaniu linii kolejowej z Gdańska Wrzeszcza do Starej Piły przez Gdańsk Brętowo, Kiełpinek, Kokoszki i Leźno o długości 19,52 km. Poprzez planowany odcinek Czersk – Bąk – Stara Kiszewa – Przywidz – Stara Piła linia miała być fragmentem magistrali stanowiącej najkrótsze połączenie Gdańska z Berlinem, o długości około 500 km.

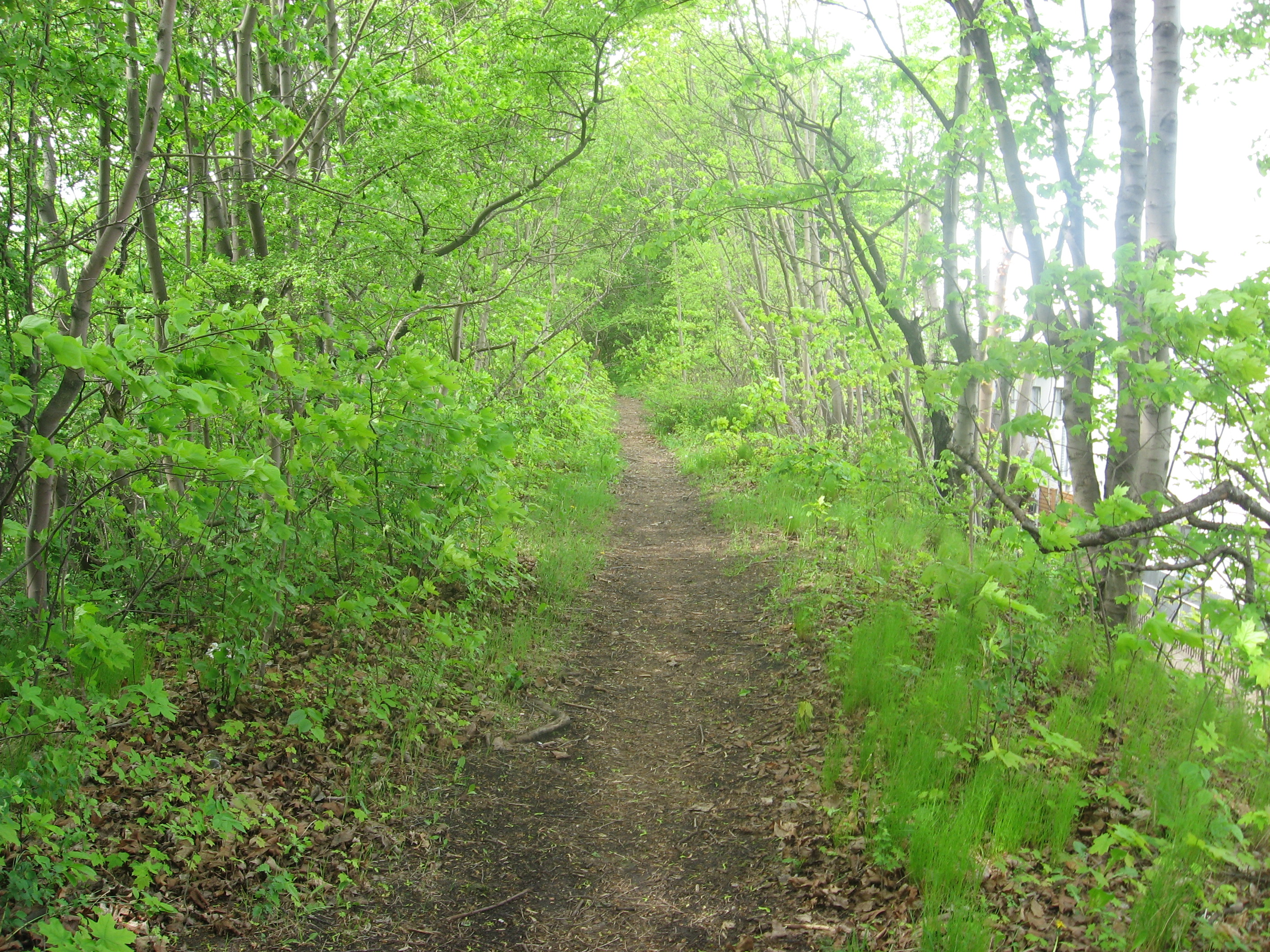
Zarośnięty nasyp kolejowy w okolicach alei Grunwaldzkiej, nie istnieje od 2013 gdy został zastąpiony nowym (linia kolejowa nr 248)

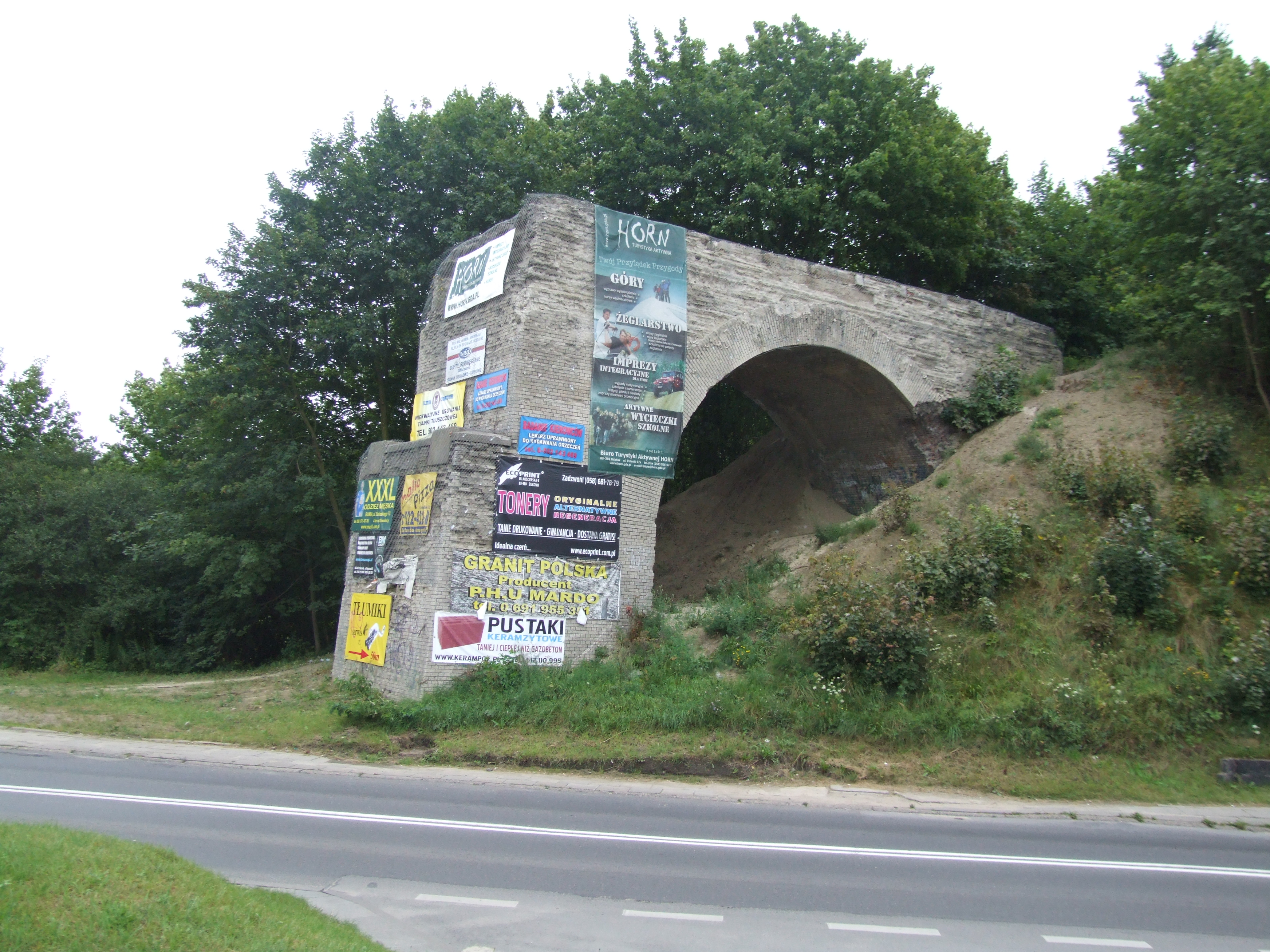
Pozostałości wiaduktu nad ul. Słowackiego, zostały zburzone latem 2013

Poprowadzona skrajem wzgórz morenowych linia posiadała charakter trasy podgórskiej, a część wiaduktów uzyskała poszerzone podpory do rozbudowy pod drugi tor. Otwarcie jednotorowej linii nastąpiło w dniu 1 maja 1914 i przez okres I wojny światowej kursowały nią 4 pary pociągów osobowych dziennie. Na linii obowiązywała prędkość maksymalna 50 km/h. W 1919, w wyniku zawarcia traktatu wersalskiego, Gdańsk z okolicami odłączono od Rzeszy. Przerwano prace, a odcinek pomiędzy Starą Piłą i Bąkiem nie doczekał się realizacji. W 1920, koło stacji Kiełpinek, linia została przecięta granicą gdańsko-polską, co spowodowało zmniejszenie ruchu pociągów do 3 par. W dwudziestoleciu międzywojennym na stacji tej pociągi miały wydłużony postój, a podróżni przechodzili odprawy paszportowe i celne. Jedynie odcinek Czersk – Bąk został w 1928 ukończony i oddany do eksploatacji. Wybudowane nasypy, wiadukty i ślady dużych robót ziemnych w okolicach Starej Kiszewy i Liniewa były widoczne do lata 2013. Linia przetrwała prawie do końca ostatniej wojny.
Wycofujące się z Gdańska niemieckie wojska pod koniec marca 1945 wysadziły największe z wiaduktów (nad al. Grunwaldzką/ul. Wita Stwosza/ul. Polanki/ul. Słowackiego/ul. Dolne Migowo). Był to element obrony. Wysadzając te mosty Niemcy zamierzali tymczasowo zablokować przejście dla atakującej Armii Czerwonej. W latach powojennych Dyrekcja Okręgowa Kolei Państwowych w Gdańsku podjęła decyzję by istniejący, pozostały na niezniszczonych odcinkach tor kolejowy rozebrać.
Jednym z obiektów niezniszczonych w 1945 i zachowanych do 2013 był Wiadukt Weisera (zwany także Mostem Weisera; nazwa od wydanej w 1987 książki Weiser Dawidek Pawła Huelle).
Charakterystyczny, zalesiony nasyp kolejowy i pozostałości zawalonych wiaduktów (np. Wiadukt Weisera) wpisały się w krajobraz tej części Gdańska. Elementy trasy linii wykorzystywane były do maja 2013 jako ścieżka spacerowo–rowerowa w obrębie Trójmiejskiego Parku Krajobrazowego.

## Współczesność
Na przełomie czerwca i lipca 2013 ukazała się książka Koleją z Wrzeszcza na Kaszuby Henryka Jursza. Pierwsza kompletna monografia dawnej kolei kokoszkowskiej, której historyczną następczynią jest Pomorska Kolej Metropolitalna.
W latach 2013–2015 odcinek Gdańsk Wrzeszcz – Gdańsk Kiełpinek został odbudowany jako dwutorowa linia kolejowa nr 248 i połączony nowym odcinkiem biegnącym przez Port Lotniczy im. Lecha Wałęsy do linii nr 201.
W lipcu 2018 podjęto decyzję o remoncie w 2019 przez PKP PLK odcinka Stara Piła – Gdańsk Kokoszki oraz odbudowie przez PKM S.A. 1,5 km odcinka Gdańsk Kokoszki – Gdańsk Kiełpinek.
29 marca 2019 PKM S.A. otworzyło oferty na koncepcję rewitalizacji fragmentu linii kolejowej nr 234 z budową przystanku Karczemki. Zamawiający szacunkową wartość zamówienia określił na 598,6 tys. zł, natomiast złożone oferty opiewały na kwoty od 977,9 tys. zł (Infra – Centrum Doradztwa) przez 1,025 mln zł (Transprojekt Gdański) do 1,464 mln zł (Multiconsult Polska). Koncepcję rewitalizacji kilometrowego odcinka trasy kolejowej z Karczemek do Kokoszek wraz z budową przystanku Karczemki wykonało konsorcjum firm Infra i EnviRail, umowę w tej sprawie podpisano 22 maja 2019. W 2020 ogłoszono przetarg na realizację zadania o szacunkowej wartości inwestycji w wysokości ponad 56 mln zł. Wykonawcą robót na tym odcinku za kwotę 43 mln zł została gdyńska firma Torhammer. Umowę na realizację inwestycji podpisano 23 grudnia 2020.
W sierpniu 2019 podpisano ostateczne porozumienie między Urzędem Marszałkowskim, PKM S.A. i PKP PLK w sprawie budowy i modernizacji linii kolejowej przez Kokoszki i Starą Piłę. Ogłoszenie przetargu na modernizację tego pozbawionego mijanek odcinka o długości 16 km nastąpiło w 2019, jednak z uwagi na przekroczenie przez oferentów określonego na 216,8 mln zł budżetu (najtańsza oferta opiewała na 250,3 mln zł) został on unieważniony. Nowy przetarg, z ograniczonym zakresem robót (np. ograniczeniem prędkości do 80 km/h), ale z przewidzianą do realizacji mijanką w Kokoszkach, ogłoszono w lutym 2020. Również i tym razem najtańsza oferta (137,7 mln zł) przekroczyła założony budżet (123 mln zł). W kolejnym przetargu na realizację odcinka PKP PLK wybrana została oferta konsorcjum firm Rajbud i Torhammer o wartości 91,5 mln zł.
W grudniu 2022 podczas budowy bajpasu kartuskiego realizowanego przez PKM S.A., nieopodal ulic Dojazdowej i Osiedlowej w
Gdańsku Kokoszkach, odkryto ruiny przyczółków przedwojennego wiaduktu. Został on wysadzony w powietrze 1 września 1939 przez wycofujących się z Kokoszek polskich celników.
W latach 2021–2023 trwała elektryfikacja linii kolejowej nr 248.
W latach 2022–2023 odbudowano linię od Kokoszek do Starej Piły. Inwestycja była realizowana wspólnie przez PKM S.A. oraz PKP PLK – tzw. bajpas kartuski.
3 lutego 2024 odbył się, zorganizowany przez poznański TurKol, przejazd pociągiem na trasie Gdańsk Główny – Kartuzy – Gdańsk Główny przez Kokoszki i Starą Piłę. Jednocześnie był to pierwszy pociąg osobowy na tej linii kolejowej od 1945. 29 lutego tego samego roku na torach bajpasu kartuskiego w Gdańsku Kokoszkach po raz pierwszy pojawił się spalinowy zespół trakcyjny SA133-026, przeznaczony do obsługi pasażerów nowej linii kolejowej. 11 marca 2024 po bajpasie kartuskim zaczęły kursować pociągi pasażerskie. W tym samym miesiącu ukazała się książka Kolejowym bajpasem z Trójmiasta do Kartuz Henryka Jursza i Piotra Odya, monografia o reaktywowanej linii z Kokoszek do Kartuz czyli bajpasie kartuskim.